# 埃博魮
埃博魮（学名：Barbus euboicus）為輻鰭魚綱鯉形目鯉科的其中一個種。被IUCN列為極危保育類動物，分布於歐洲希臘Evia島南部的溪流，體長可達9.5公分，棲息平原低地的溪流，繁殖期在夏季，可能因水資源減少及汙染，導致族群數量減少。

## 扩展阅读
維基物種上的相關：埃博魮